# Palestine Oriental Society

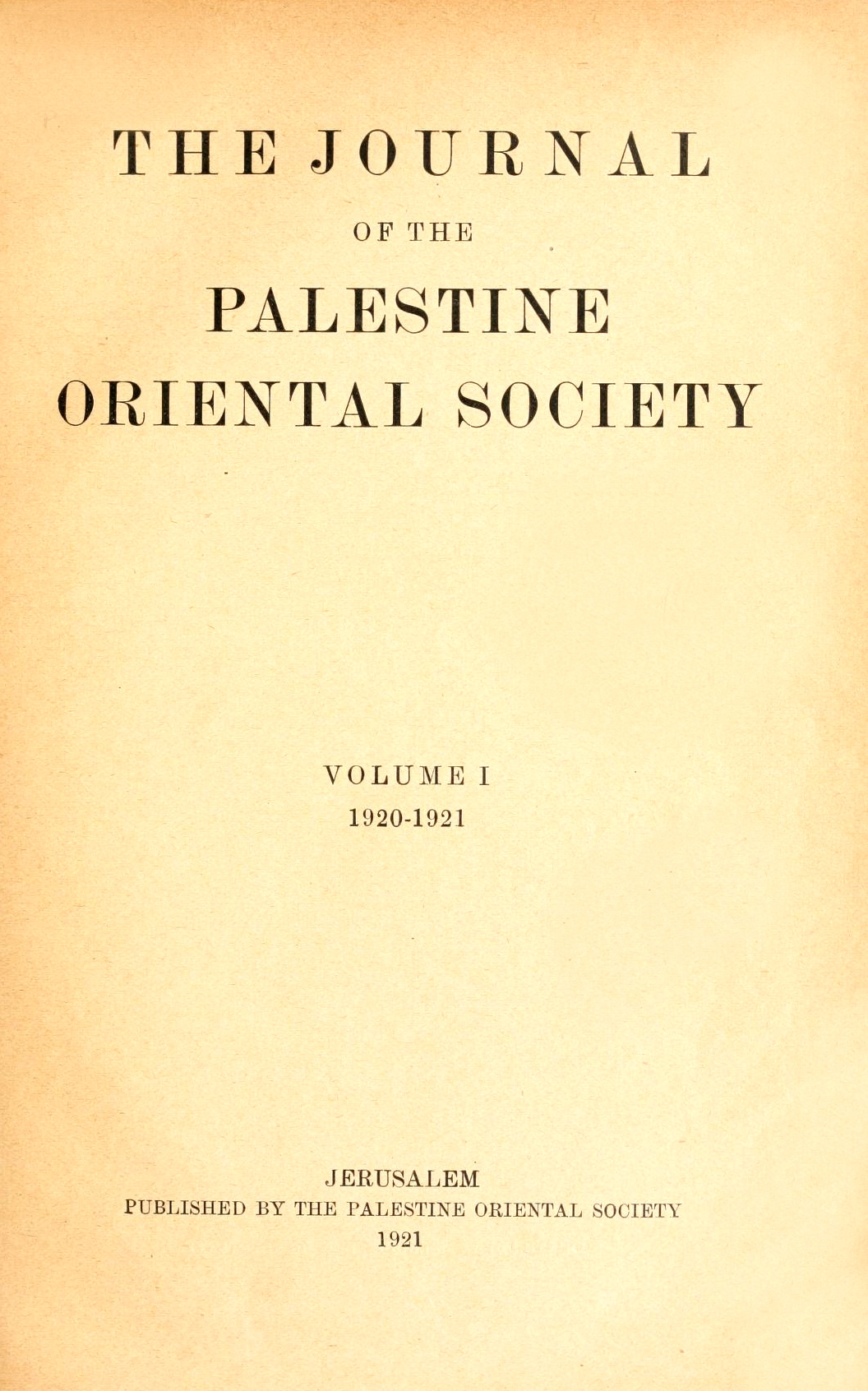
Journal of the Palestine Oriental Society (JPOS)

Die Palestine Oriental Society war eine 1920 bis 1948 im britischen Mandatsgebiet Palästina tätige akademische Vereinigung mit Sitz in Jerusalem.
Der Gesellschaft gehörten Personen aus den Reihen der britischen Mandatsbehörden und Wissenschaftler unterschiedlicher Fachgebiete und religiöser Herkunft an. Sie beschäftigte sich mit Fragen der Ethnographie, Semitistik, Archäologie und aktueller Volkskunst, diente aber auch der Vernetzung von Bildungseliten und Politik und als ein neutraler Begegnungsort. Die Versammlungen wurden in Englisch und Französisch abgehalten. In diesen Sprachen erschien auch ihre wissenschaftliche Zeitschrift, das Journal of the Palestine Oriental Society (JPOS). Zum weltanschaulichen Programm der Organisation gehörte die Verbundenheit mit der britischen Herrschaft über Palästina. Demzufolge galt ihnen England als eine aufgeklärte Macht, womit sie die vorangegangene osmanische Herrschaft über das Land als überkommen ablehnten. Allen Mitgliedern gemeinsam war eine persönliche, manchmal auch religiös oder politisch geprägte Verbundenheit mit dem Land.
Der Historiker Menachem Klein bezeichnet die Palestine Oriental Society als „elitär-exklusiv“, zumal die Mitglieder nur auf Empfehlung der Vereinsleitung Aufnahme finden konnten und eine Dreiviertelmehrheit der anwesenden Mitglieder an der Generalversammlung dem zustimmen musste. Zum elitären Kreis stießen die beiden Ehrenvorsitzenden Edmund Allenby und Herbert Samuel, zwei der höchsten Repräsentanten Großbritanniens in Palästina. Jüdische Mitglieder waren beispielsweise David Yellin, Nachum Sluchz, Eliezer Ben-Jehuda, Arthur Biram, Chaim Margoliot Kawalarsky, Chana Yehudit Landau, Alter Levin oder Menachem Ussishkin. Arabische Mitglieder waren Elias Chadad, Tufik Kanan, Khalil Tutach, Chana Stefan oder Umar Barghuti. Die Palestine Oriental Society hat mit ihrer Forschung immaterielles Kulturerbe der Palästinenser erhalten können oder zu dessen Wiederbelebung beigetragen, so etwa des Kanaanitischen Festivals oder des Jebusitischen Musikfestivals. Klein zufolge hat der palästinensische Historiker Salim Tamari aufgrund von Forschungen der Palestine Oriental Society israelische Gebietsansprüche hinterfragt.
Um die vom 1948 eingestellten Journal of the Palestine Oriental Society gelassene Lücke zu füllen, gründete 1950 HaChevrah ləChaqīrat Eretz-Jisraʾel (hebräisch הַחֶבְרָה לְחֲקִירַת אֶרֶץ־יִשְׂרָאֵל וְעַתִּיקוֹתֶיהָ HaChevrah ləChaqīrat Eretz-Jisraʾel wəʿAttīqōtejha, deutsch ‚Die Gesellschaft zur Erforschung des Landes Israel und seiner Altertümer‘, englisch Israel Exploration Society; IES, 1913 gegründet) in dessen Nachfolge das ebenfalls englischsprachige Israel Exploration Journal, das Autoren der eingestellten JPOS weiterhin in gewohnter Sprache Gelegenheiten zu Veröffentlichungen bot. Die Herausgeber sind zurzeit (2023) Schmuʾel Achituv, Professor am Institut für Archäologie der Hebräischen Universität in Jerusalem, A. M. Maeir und Z. Weiss.